# آرشاک هاکوبیان
آرشاک هایراپتی هاکوبیان (ارمنی: Արշակ Հայրապետի Հակոբյան؛  زادهٔ ۱۲ اکتبر ۱۸۸۶ - درگذشته ۱۲ اوت ۱۹۶۰) یک فیزیولوژیست، فیزیوتراپ، استاد اهل ارمنستان بود.

## زندگی‌نامه
در ۲۴ اکتبر [سبک قدیمی: ۱۲ اکتبر] ۱۸۸۶ در وارداشات (هادروت) به دنیا آمد . وی در انستیتو طب درمانی و فیزیوتراپی و دانشگاه پزشکی دولتی ایروان فعالیت می‌کرد.  وی همچنین برنده دانشمند شایسته ارمنستان شوروی شده است. وی در ۱۲ اوت ۱۹۶۰ در سن ۷۳ سالگی در ایروان درگذشت.

## یادداشت
1. ↑  բժշկական գիտությունների դոկտոր